# حباك يوسمبارا
حباك يوسمبارا (الاسم العلمي: Ploceus nicolli) نوع من الطيور الصغيرة من فصيلة الحباك، متوطن في جبال يوسمبارا في تنزانيا.